# Agonista muscarínico
Predefinição:Infobox drug class
Um agonista muscarínico é um agente que ativa a atividade do receptor muscarínico de acetilcolina. O receptor muscarínico possui diferentes subtipos, denominados M1-M5, permitindo uma maior diferenciação.

## Significado clínico

### M1
Os receptores de acetilcolina muscarínica do tipo M1 desempenham um papel no processamento cognitivo. Na doença de Alzheimer (DA), a formação de amiloide pode diminuir a capacidade desses receptores de transmitir sinais, levando a uma diminuição da atividade colinérgica. Como esses receptores em si parecem relativamente inalterados no processo da doença, eles se tornaram um alvo terapêutico potencial ao tentar melhorar a função cognitiva em pacientes com DA. Vários agonistas muscarínicos foram desenvolvidos e estão em investigação para tratar a DA. Esses agentes mostram promessa, pois são neurotróficos, diminuem depósitos de amiloide e melhoram os danos devido ao estresse oxidativo. A fosforilação de tau é diminuída e a função colinérgica é aprimorada. Notavelmente, vários agentes da série AF de agonistas muscarínicos se tornaram o foco de tais pesquisas: AF102B, AF150(S), AF267B. Em modelos animais que imitam os danos da DA, esses agentes parecem promissores. O agente xanomeline foi proposto como um tratamento potencial para esquizofrenia.

### M3
Sob a forma de pilocarpina, os agonistas do receptor muscarínico foram usados medicamente por um curto período de tempo.
- Agonistas M3
- Aceclidina, para glaucoma
- Arecolina, um alcaloide presente no noz de betel
- Pilocarpina é um medicamento que atua como um agonista do receptor muscarínico que é usado para tratar o glaucoma.
- Cevimelina (AF102B) (Evoxac®) é um agonista muscarínico que é um medicamento aprovado pela Food and Drug Administration (FDA) e usado para o tratamento da boca seca na síndrome de Sjögren.

## Atividade muscarínica versus nicotínica
| Comparação de agonistas colinérgicos | Comparação de agonistas colinérgicos | Comparação de agonistas colinérgicos | Comparação de agonistas colinérgicos | Comparação de agonistas colinérgicos                                                                 |
| Substancia                           | Especificidade de Receptor           | Especificidade de Receptor           | Hidrólise pela acetilcolinesterase   | Comentários                                                                                          |
| Substancia                           | Muscarínico                          | Nicotínico                           | Hidrólise pela acetilcolinesterase   | Comentários                                                                                          |
| ------------------------------------ | ------------------------------------ | ------------------------------------ | ------------------------------------ | --- |
| Acetilcolina                         | +++                                  | +++                                  | +++                                  | Ligante endógeno.                                                                                    |
| Carbacol                             | ++                                   | +++                                  | -                                    | Usado no tratamento de glaucoma.                                                                     |
| Metacolina                           | +++                                  | +                                    | ++                                   | Usado para diagnosticar hiperreatividade brônquica, uma característica da asma e DPOC.               |
| Betanecol                            | +++                                  | -                                    | -                                    | Usado na hipotonia da bexiga e do trato gastrointestinal.                                            |
| Muscarina                            | +++                                  | -                                    | -                                    | Alcaloide natural encontrado em certos cogumelos. Causa de uma forma de envenenamento por cogumelos. |
| Nicotina                             | -                                    | +++                                  | -                                    | Alcaloide natural encontrado na planta de tabaco.                                                    |
| Pilocarpina                          | ++                                   | -                                    | -                                    | Usado no glaucoma.                                                                                   |
| Oxotremorina                         | ++                                   | +                                    | -                                    | Usado em pesquisas para induzir sintomas da doença de Parkinson.                                     |

## Subtipos de receptores de acetilcolina muscarínica
Os alvos dos agonistas muscarínicos são os receptores muscarínicos: M1, M2, M3, M4 e M5. Esses receptores são GPCRs (receptores acoplados à proteína G) acoplados a subunidades Gi ou Gq.